# Niedersächsischer Fußballbund 1910
Der Niedersächsische Fußballbund 1910 (NFB) war ein lokaler Fußballverband für den Großraum Osnabrück/Bielefeld. Die Gründung des Verbandes erfolgte Ende Januar/Anfang Februar 1910 um eine Spielgelegenheit für bis dahin unabhängige Fußballvereine in der Region zu schaffen, als Alternative zum Westdeutschen Spiel-Verband, der in seinem dortigen VII. Bezirk seit 1907 Meisterschaften durchführte.
Bereits am 13. Februar 1910 begannen die Meisterschaftsspiele in einer ersten Spielklasse und einer zweigeteilten 2. Klasse, an der insgesamt neun Clubs aus Osnabrück, Bielefeld, Bramsche, Brackwede und Schildesche teilnahmen. In der zweiten Klasse beteiligten sich neben der ersten Mannschaft des FC Germania Osnabrück acht zweite Mannschaften. Auf Grund des späten Saisonbeginns wurde die Punktrunde nur in einer Einfachrunde ausgetragen.
Da der Niedersächsische Fußballbund 1910 nach dem 4. August 1910 nicht mehr mit Verbandsmitteilungen an die Öffentlichkeit trat, hat er sich vermutlich bereits 1910 wieder aufgelöst.

## Meister des Niedersächsischen Fußballbunds
- Saison 1909/10
  - 1. Klasse: FC Britannia Brackwede
  - 2. Klasse: FC Arminia 1906 Osnabrück II